# Скраглевка
Скрагле́вка (укр. Скраглівка) — село на Украине, находится в Бердичевском районе Житомирской области.
Код КОАТУУ — 1820886001. Население по переписи 2001 года составляет 1512 человек. Почтовый индекс — 13343. Телефонный код — 4143. Занимает площадь 4,728 км².

## Адрес местного совета
13343, Житомирская область, Бердичевский р-н, с.Скраглевка, ул.Мира, 22а

## Известные уроженцы
- Олейник, Иван Иванович (род. 1937) — советский и украинский военачальник, генерал-полковник (1993).